# Gabriel Marcel

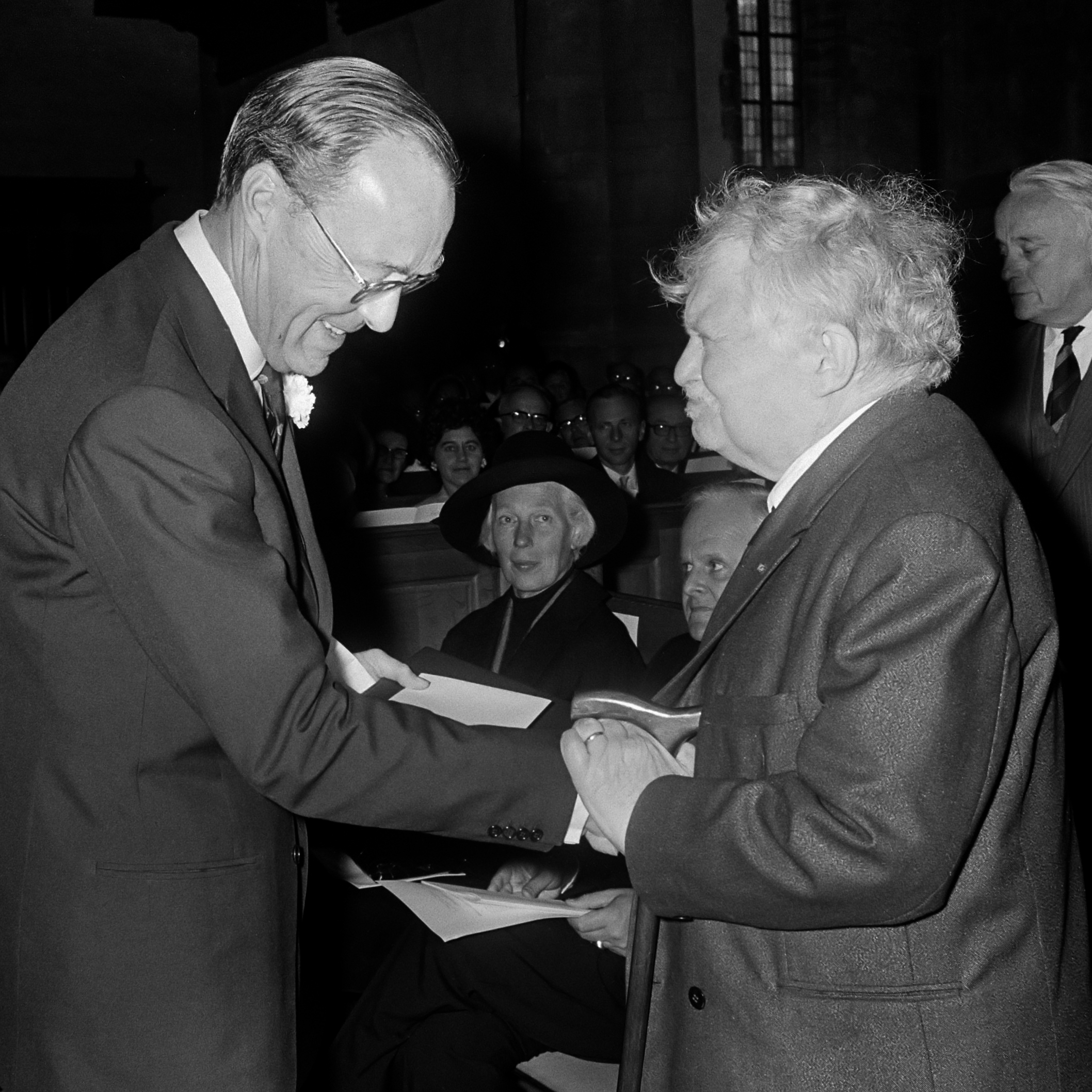
Gabriel Marcel (rechts) mit Prinz Bernhard (1969)

Gabriel Marcel (* 7. Dezember 1889 in Paris; † 8. Oktober 1973 ebenda) war ein französischer Philosoph und der führende Vertreter des christlichen Existentialismus. Marcel gilt als der Søren Kierkegaard am nächsten stehende Existenzphilosoph des 20. Jahrhunderts.

## Leben
Marcel war das einzige Kind eines hohen Staatsbeamten und lernte schon in früher Jugend andere Länder und deren Literatur kennen. Nach seinem Philosophiestudium an der Sorbonne war er Gymnasiallehrer für Philosophie (1912 Vendôme, 1915/18 Paris). Während des Ersten Weltkriegs betreute er – aus gesundheitlichen Gründen nicht zum Einsatz an der Front geeignet – im Dienst des Roten Kreuzes die Vermisstenkartei. In dieser Zeit (ab 1914) entstand sein Metaphysisches Tagebuch. Neben seiner Lehrtätigkeit (später auch in Sens, wiederum Paris und Montpellier) war er auch als Lektor und Theaterkritiker im Verlagswesen tätig. Als Sohn nicht praktizierender jüdischer Eltern war er zunächst Atheist, konvertierte aber unter Einfluss seines Freundes Charles Du Bos und François Mauriac 1929 zum Katholizismus. Marcels Hinwendung zur „Mutter Kirche“ hat man als Kompensation für den frühen Tod der Mutter gedeutet (so Wolfdietrich von Kloeden im BBKL, siehe unten unter Weblinks).

## Schaffen
Beeinflusst durch Henri Bergson und Karl Jaspers wandte sich Marcel noch vor Jean-Paul Sartre dem Existentialismus zu. Da ihm dieser Begriff aber zu sehr atheistisch konnotiert erschien, wollte Marcel sich selbst lieber als „Neo-Sokratiker“ bezeichnet wissen. Mit seiner christlichen Einstellung brachte er u. a. Daniel-Rops zum Glauben zurück und regte dessen Leben-Jesu-Forschung an.
Marcel versuchte, die Entfremdung des Menschen in einer Welt zu überwinden, in der das „Haben“ wichtiger geworden ist als das „Sein“ und die deshalb vom „Nicht-zur-Verfügung-Stehen“ („indisponibilité“) beherrscht wird, durch das sich der Mensch im bloßen „Problem-Denken“, das ihn nicht wie das Mysterium zutiefst erfasst, seiner selbst entäußert. In seinen wichtigsten Werken Être et avoir (Sein und Haben, 1935), Le mystère de l’être (Geheimnis des Seins, 1951) und L’homme problématique (Der Mensch als Problem, 1955) wandte sich Marcel gegen das vergegenständlichte materialistisch-technokratische Denken der Neuzeit. Die Ebene des „Habens“ müsse in der Liebe transzendiert werden, für welche der andere kein Objekt mehr sei („Er“), sondern im Dialog erfahrbares Gegenüber („Du“). Eine Trübung des Seins erfolge, „wo das, was wir haben, uns versklavt oder uns zu seinen Funktionären macht“.
Sartres atheistisch-radikalen Freiheitsbegriff lehnte Marcel ab: Freiheit sei nicht autonom, sondern müsse durch Liebe, Hoffnung und „schöpferische Treue“ gefüllt werden. Die Verbundenheit mit Gott als dem „absoluten Du“ sah Marcel als erstrebenswertes Lebensziel an.
Marcel schrieb auch 28 Theaterstücke, die sich häufig mit der Brüchigkeit menschlicher Existenzen befassen, darunter Le monde cassé (Die zerbrochene Welt, 1933).
Dem deutschen christlichen Existentialisten Peter Wust stand er in seinem Denken nahe; beide kannten sich und schätzten einander. Vor allem im Nachkriegs-Deutschland hielt Marcel zahlreiche (teils publizierte) Vorträge. 1948 erhielt er von der Académie française den Großen Literaturpreis für sein Gesamtwerk, 1952 wurde er in die Académie des sciences morales et politiques aufgenommen. 1964 wurde ihm der Friedenspreis des Deutschen Buchhandels verliehen.

## Wirkung
Marcel war einer der frühesten existenziellen Denker und Wegbereiter der Existenzphilosophie und Phänomenologie in Frankreich. An seinen philosophischen Freitagabenden in der Pariser rue de Tournon nahmen u. a. Emmanuel Levinas, Peter Wust, Paul Ricœur, Max Picard und Jean-Paul Sartre teil. Einflüsse seines Denkens auf diese Philosophen sowie auf Maurice Merleau-Ponty, Emmanuel Mounier und Jeanne Parain-Vial (1912–2009) lassen sich nachweisen. Eine eigene Schule begründete Marcel jedoch nicht. Seine Gedanken über Liebe, Hoffnung, Treue, Tod und Unsterblichkeit haben Theologen beider Konfessionen aufgegriffen.

„(Wir ehren) mit der Verleihung eines Friedenspreises an Gabriel Marcel den schöpferischen Denker, den Begründer einer Philosophie der Begegnung und Hoffnung, den Kämpfer gegen die Erniedrigung des Menschen, den Mahner zu einer realistischen Ordnung des Friedens, den Schriftsteller, der in seinem reichen literarischen Werk in gleicher Weise aus den Quellen französischen wie deutschen Geistes schöpft und einer dauerhaften Freundschaft zwischen beiden Völkern dient.“

## Werke (Auswahl)
- Sein und Haben. Paderborn 1968 (frz. Original 1935)
- Homo Viator, Philosophie der Hoffnung. Düsseldorf 1949
- Geheimnis des Seins. Wien 1952
- Metaphysisches Tagebuch. Der Philosoph der Hoffnung in seinem geistigen Werdegang. Wien 1955
- Der Mensch als Problem. Frankfurt 1956
- Philosophie der Hoffnung. Überwindung des Nihilismus. München 1957
- Der Untergang der Weisheit. Die Verfinsterung des Verstandes. Heidelberg 1960
- Gegenwart und Unsterblichkeit. Frankfurt 1961
- Schöpferische Treue. Paderborn 1963
- Die Erniedrigung des Menschen. Frankfurt 1964
- Der Philosoph und der Friede. Die Verletzung des privaten Bereichs und der Verfall der Werte in der heutigen Welt. Frankfurt 1964
- Die französische Literatur im 20. Jahrhundert. Acht Vorträge. Herder Bücherei, 259. Herder Verlag, Freiburg 1966
- Werkausgabe. 3 Bd. Hrsg. von Peter Grotzer. Schöningh, Paderborn 1992.
  - Bd. 1: Hoffnung in einer zerbrochenen Welt? Vorlesungen und Aufsätze. Vorwort von Paul Ricoeur. Schöningh, Paderborn 1992, ISBN 978-3-506-75341-0.
  - Bd. 2: Metaphysisches Tagebuch. 1915–1943. Einleitung von Siegfried Foelz. Schöningh, Paderborn 1992, ISBN 978-3-506-75342-7.
  - Bd. 3: Unterwegssein. Ansätze zu einer konkreten Philosophie. Dialog mit Zeitgenossen. Nachwort von Theodor-Bernhard Wolf. Schöningh, Paderborn 1992, ISBN 978-3-506-75343-4.